# Азадовский, Константин Маркович
Константи́н Ма́ркович Азадо́вский (род. 14 сентября 1941, Ленинград) — советский и российский литературовед. Сын Марка Азадовского. Кандидат филологических наук.

## Биография
Константин Азадовский родился 14 сентября 1941 года в Ленинграде, в семье Марка Константиновича Азадовского и Лидии Владимировны (урождённой Брун).
В марте 1942 года семья эвакуировалась в Иркутск на родину Марка Азадовского и вернулась в 1945 году.
В 1958 году Константин поступил на филологический факультет Ленинградского университета, активно занимался переводами немецких поэтов и публиковался в печати. В 1963 окончил вуз с отличием (дипломная работа по творчеству Франца Грильпарцера), а с 1964 по 1969 годы учился на вечернем отделении исторического факультета, защитил диплом на тему «Проблема пейзажа в живописи немецкого романтизма».
Преподавал иностранные языки в институтах Ленинграда и Петрозаводска. С 1967 по 1969 годы писал диссертационную работу по творчеству Франца Грильпарцера. Однако защитить диссертацию не успел, поскольку был привлечён в качестве свидетеля по делу Ефима Славинского, которого обвиняли в хранении наркотиков. Азадовский отказался свидетельствовать против Славинского и был вынужден уехать из Ленинграда в Петрозаводск. Диссертацию защитил в 1971 году.
До 1980 года работал заведующим кафедрой иностранных языков Высшего художественно-промышленного училища имени В. И. Мухиной.
Согласно документам КГБ, «в сентябре 1978 года в отношении Азадовского было заведено дело ДОР „Азеф“ с окраской „антисоветская агитация и пропаганда с высказываниями ревизионистского характера“».
В 1980 году КГБ, используя «причастность» Азадовского к «делу Славинского», возбудил дело о хранении наркотиков уже против него самого. Он был арестован и осуждён по сфабрикованному обвинению (наркотики были подброшены во время обыска), отбыл два года в колонии в Магаданской области. Одновременно по тому же обвинению на полтора года заключения была осуждена его жена Светлана Азадовская (Лепилина, род 1946).
Реабилитирован в 1989 году, а в 1993 году Комиссия по реабилитации Верховного Совета России признала Азадовского репрессированным по политическим мотивам. Светлана Азадовская реабилитирована постановлением Президиума Санкт-Петербургского городского суда от 1 июня 1993 года, а в 1998 году постановлением того же суда также признана жертвой политических репрессий.
С 1981 года Константин Азадовский является членом Международного общества Р. М. Рильке, швейцарского и западногерманского отделений международного ПЕН-клуба. С 1992 года — член-корреспондент Германской академии языка и литературы (Дармштадт). С 1999 года — председатель Исполкома Санкт-Петербургского ПЕН-клуба.

## Научная деятельность
Автор ряда научных работ и публикаций по германистике (особенно по творчеству Рильке), русистике (поэты Серебряного века, особенно Бальмонт и Клюев), русско-европейским литературным связям.
Член редколлегий журналов «Звезда», «Новое литературное обозрение» и «Вопросы литературы». Председатель жюри Букеровской премии 1999 года.

## Общественная позиция
- В 2001 году подписал письмо в защиту телеканала НТВ[6].
- В марте 2014 года вместе с рядом других деятелей науки и культуры выразил своё несогласие с политикой российской власти в Крыму[7].
- В 2017 году подписал письмо в поддержку Зои Световой.[источник не указан 1847 дней]

## Избранная библиография
- Бальмонт и Япония. М.: Наука, Главная редакция восточной литературы, 1991 (в соавторстве с Е. М. Дьяконовой)
- К. М. Азадовский. Небесная арка. Марина Цветаева и Райнер Мария Рильке (составление, предисловие, перевод). — СПб.: «Акрополь», 1992. — С. 383. — ISBN 5-86585-001-6.
- Жизнь Николая Клюева. СПб.: Изд-во журнала «Звезда», 2002
- Гагарья судьбина Николая Клюева. СПб.: Инапресс, 2004. — 208 с.
- История одной фальсификации. М.: РОССПЭН, 2011 (в соавторстве с Лидией Азадовской)

## Награды
- Лауреат премии им. Ф. Гундольфа Германской академии языка и литературы (1989)
- Лауреат премии Австрийского министерства культуры и искусства (1991)
- Лауреат поощрительной премии фонда Александра фон Гумбольдта (Германия) (1995)
- Орден «За заслуги перед Федеративной Республикой Германия» степени офицера (2011)[8]
- Лауреат Всероссийской премии имени К. Д. Бальмонта (2011)
- Лауреат Международной премии имени Е. Г. Эткинда (2012)
- Лауреат гуманитарной и книгоиздательской премии «Книжный червь» (2020).